# Naruto: Shippuden (sezonul 12)
Naruto: Shippuden – Sezonul 12: Întâlnirea și Îmblânzirea Demonului Vulpe cu Nouă Cozi (2012)
Episoadele din sezonul doisprezece al seriei anime Naruto: Shippuden se bazează pe partea a doua a seriei manga Naruto de Masashi Kishimoto. Sezonul doisprezece din Naruto: Shippuden, serie de anime, este regizat de Hayato Date și produs de Studioul Pierrot și TV Tokyo și a început să fie difuzat pe data de 5 ianuarie 2012 la TV Tokyo și s-a încheiat la data de 16 august 2012.
Episoadele din sezonul doisprezece al seriei anime Naruto: Shippuden fac referire la formarea lui Naruto Uzumaki de a controla Demonul Vulpe cu Nouă Cozi și prima zi a războiului mondial împotriva organizației criminale Akatsuki.

## Lista episoadelor
| Nr. Ep. Original | Nr. Ep. Serie | Nr. Ep. Sezon | Titlu                                               | Apariție          |
| ---------------- | ------------- | ------------- | --------------------------------------------------- | ----------------- |
| 463              | 243           | 1             | Tărâmul Ahoy! Insula Paradis?                       | 5 ianuarie 2012   |
| 464              | 244           | 2             | Killer Bee și Motoi                                 | 12 ianuarie 2012  |
| 465              | 245           | 3             | Următoarea provocare! Naruto vs. Nouă Cozi          | 19 ianuarie 2012  |
| 466              | 246           | 4             | Scânteia portocalie                                 | 26 ianuarie 2012  |
| 467              | 247           | 5             | Ținta: Nouă Cozi                                    | 2 februarie 2012  |
| 468              | 248           | 6             | Lupta până la moarte a celui de-al Patrulea Hokage! | 9 februarie 2012  |
| 469              | 249           | 7             | Mulțumesc                                           | 9 februarie 2012  |
| 470              | 250           | 8             | Lupta în paradis! Bestia ciudată vs. monstrul!      | 16 februarie 2012 |
| 471              | 251           | 9             | Cel numit Kisame                                    | 23 februarie 2012 |
| 472              | 252           | 10            | Mesagerul angelic al morții                         | 1 martie 2012     |
| 473              | 253           | 11            | Podul către pace                                    | 8 martie 2012     |
| 474              | 254           | 12            | Misiunea strict secretă de rang S                   | 15 martie 2012    |
| 475              | 255           | 13            | Artistul se întoarce                                | 22 martie 2012    |
| 476              | 256           | 14            | Adunați-vă! Forțele shinobi aliate!                 | 29 martie 2012    |
| 477              | 257           | 15            | Întâlnirea                                          | 5 aprilie 2012    |
| 478              | 258           | 16            | Rivali                                              | 12 aprilie 2012   |
| 479              | 259           | 17            | Ruptura                                             | 19 aprilie 2012   |
| 480              | 260           | 18            | Despărțire                                          | 26 aprilie 2012   |
| 481              | 261           | 19            | Pentru prietenul meu                                | 3 mai 2012        |
| 482              | 262           | 20            | Războiul începe                                     | 10 mai 2012       |
| 483              | 263           | 21            | Sai și Shin                                         | 17 mai 2012       |
| 484              | 264           | 22            | Secretele jutsului învierii lumii impure            | 24 mai 2012       |
| 485              | 265           | 23            | Un vechi inamic se întoarce                         | 31 mai 2012       |
| 486              | 266           | 24            | Primul și ultimul oponent                           | 7 iunie 2012      |
| 487              | 267           | 25            | Consilierul militar strălucit al Satului Frunzei    | 21 iunie 2012     |
| 488              | 268           | 26            | Câmpul de luptă!                                    | 28 iunie 2012     |
| 489              | 269           | 27            | Cuvinte interzise                                   | 5 iulie 2012      |
| 490              | 270           | 28            | Legături de aur                                     | 19 iulie 2012     |
| 491              | 271           | 29            | Drumul către Sakura                                 | 26 iulie 2012     |
| 492              | 272           | 30            | Mifune vs. Hanzo                                    | 2 august 2012     |
| 493              | 273           | 31            | Bunătate adevărată                                  | 9 august 2012     |
| 494              | 274           | 32            | Formația completă Ino-Shika-Cho!                    | 9 august 2012     |
| 495              | 275           | 33            | Un mesaj din inimă                                  | 16 august 2012    |